# Sivas (település)
Sivas város Törökország Közép-anatóliai régiójában, Sivas tartomány székhelye, az azonos nevű körzet központja. A körzet népessége 2008-ban 329 011 fő volt, a városé pedig 288 693 fő.

## Nevének eredete
Neve görögül Σεβάστεια, örményül Սեբաստիա, zaza nyelven Sêvaz; a középkorban Sebastia néven ismerték.

## Fekvése
A város 1285 méterrel a tengerszint fölött, a Kızılırmak folyó völgyében található.

## Története
A város fontos szerepet játszott a török függetlenségi háború során, itt tartották a sivasi kongresszust, melyen a nemzeti mozgalom résztvevői elfogadták a Nemzeti Egyezmény szövegét.

## Gazdaság
A tartományban főként gabonaféléket termesztenek, fő ásványkincse pedig a vasérc.

## Képek

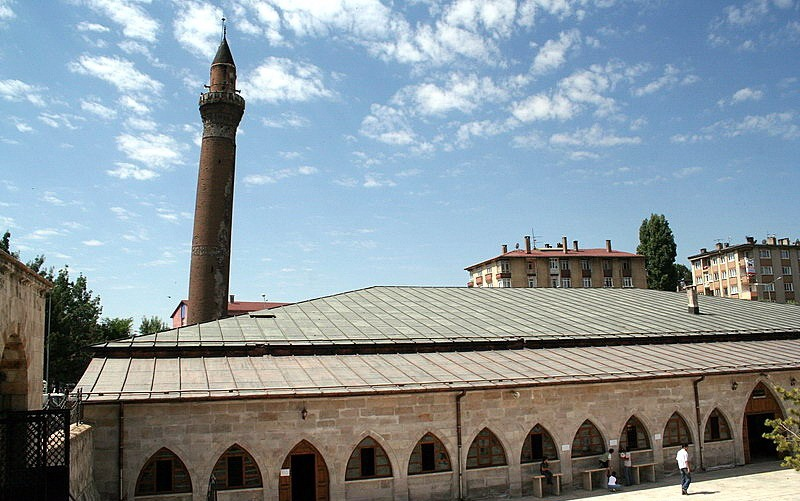
A sivasi Nagy mecset
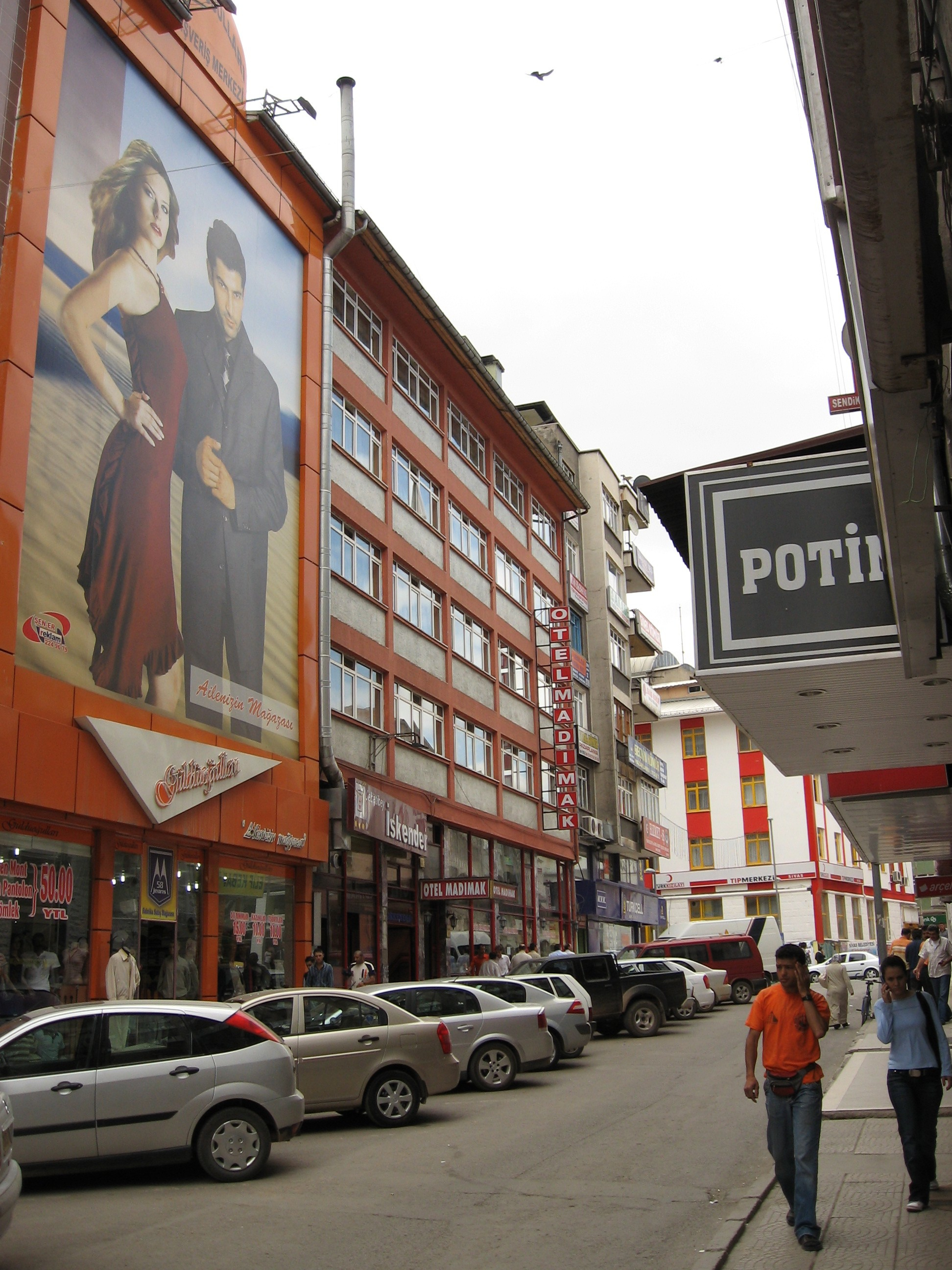
Sivasi utca